# Columbiana (Ohio)
Columbiana è un comune degli Stati Uniti d'America, situato nello stato dell'Ohio, diviso tra la contea di Columbiana e la contea di Mahoning.